# 39699 Ernestocorte
39699 Ernestocorte è un asteroide della fascia principale. Scoperto nel 1996, presenta un'orbita caratterizzata da un semiasse maggiore pari a 2,3478615 UA e da un'eccentricità di 0,2329171, inclinata di 2,27342° rispetto all'eclittica.